# 尼亞薩蘭
尼亞薩蘭保護地（英語：Protectorate of Nyasaland），簡稱尼亞薩蘭，是英國將原先的英属中非保护国於1907年所改名而成立的保护国，其範圍即今天的馬拉威共和國。